# Terence Cooper
Terence Cooper (* 5. Juli 1933 in Carnmoney, County Antrim, Nordirland; † 16. September 1997 in Cairns, Queensland; bisweilen auch als Terrance Cooper bzw. Terrence Cooper geführt) war ein nordirischer Schauspieler, Gastronom und Autor.

## Leben
Cooper begann seine künstlerische Laufbahn auf Theaterbühnen in England. 1955 gab er mit einem kleinen Auftritt in der Komödie Fledermaus 1955 sein Spielfilmdebüt. Es folgten Rollen in verschiedenen Film- und Fernsehproduktionen wie dem Kriminalfilm Plädoyer für einen Mörder und der Fernsehserie The Buccaneers, in der Cooper 14 Folgen lang neben Robert Shaw den „Costellaux“ spielte. Einem breiten Kinopublikum wurde er 1967 durch die James-Bond-Parodie Casino Royale bekannt. In dieser Produktion werden verschiedene Mitarbeiter des Secret Service um den gealterten „Sir James Bond“ (David Niven) stellenweise als der berühmte britische Agent ausgegeben, so auch der von Cooper verkörperte „Agent Cooper“. Neben einem großen Staraufgebot von Peter Sellers bis Ursula Andress ist der an Sean Connery angelegte „Cooper“ ein „Bond, wie er dem Zuschauer aus den übrigen Filmen vertraut ist“.
Zu Beginn der 1970er Jahre verkörperte Cooper den MI6-Agenten Bond erneut, diesmal für Fernsehwerbespots.
1976 siedelte Cooper nach Neuseeland über, wo er regelmäßig vor der Kamera stand. Er spielte den neuseeländischen Botschafter im Kevin-Costner-Thriller No Way Out – Es gibt kein Zurück, wirkte in Komödien wie Hot Pursuit und Känguruh Carlos. Außerdem übernahm er Gastrollen in Fernsehserien wie Hotel, Geheimauftrag für John Drake und Bony und sein Kommissar nach Arthur W. Upfield. In der Serie Children of Fire Mountain hatte er 13 Folgen lang die tragende Rollen des „Sir Charles Pemberton“ und in der ZDF-Weihnachtsserie Jack Holborn verkörperte er den seinem Piratenkapitän loyal ergebenen „Bootsmann Morris“. Darüber hinaus lieh er auch Hörspielproduktionen seine Stimme.
Neben seiner Schauspielkarriere betätigte sich Cooper als Maler. Seine Hauptmotive waren hierbei der tropische Regenwald Australiens sowie die Vogelwelt. In Auckland betrieb er zudem Trouper Cooper's Curry House. 1980 und 1982 gab er sogar eigene Kochbücher heraus, The Parnell Cook Book sowie Trouper Cooper's Curry Cookbook.

## Filmografie (Auswahl)
- 1955: Fledermaus 1955 (Oh, Rosalinda!)
- 1956: The Buccaneers
- 1959: No Safety Ahead
- 1963: Plädoyer für einen Mörder (Man in the Middle)
- 1965: Tanz auf dem Drahtseil (Walk a Tightrope)
- 1967: Casino Royale
- 1979: Children of Fire Mountain
- 1980: Ohne jeden Zweifel (Beyond Reasonable Doubt)
- 1982: Jack Holborn
- 1983: Heart of the Stag
- 1984: Die Antwort ist Blei (Trespasses)
- 1985: Hot Target – Eiskalt ohne Gnade (Hot Target)
- 1987: Danny, immer fünf Minuten zu spat (Hot Pursuit)
- 1987: No Way Out – Es gibt kein Zurück (No Way Out)
- 1988: Defense Play – Mörderische Spiele (Defense Play)
- 1990: The Grasscutter
- 1990: Känguruh Carlos (The Shrimp on the Barbie)
- 1991: Old Scores
- 1992: Bony und sein Kommissar
- 1994: Fatal Past
- 1995: Hell’s Belles

## Veröffentlichungen
- 1980: The Parnell Cook Book, Auckland: William Collins Publishers.
- 1982: Trouper Cooper's Curry Cookbook, Auckland: William Collins Publishers.